# Romagne-sous-Montfaucon
Romagne-sous-Montfaucon település Franciaországban, Meuse megyében. Lakosainak száma 175 fő (2022. január 1.). Romagne-sous-Montfaucon Exermont, Landres-et-Saint-Georges, Sommerance, Bantheville, Cierges-sous-Montfaucon, Cunel és Gesnes-en-Argonne községekkel határos.

## Népesség
A település népessége az elmúlt években az alábbi módon változott:
| Lakosok száma | 191  | 191  | 184  | 185  | 185  | 186  | 181  | 175  |
|               | 2013 | 2015 | 2017 | 2018 | 2019 | 2020 | 2021 | 2022 |